# Walls and Bridges
Walls and Bridges – piąty solowy album Johna Lennona. Został nagrany w 1974 roku, kiedy artysta był w separacji z żoną Yoko Ono. Początkowo płyta miała być niszowym, akustycznym dziełem w stylu Boba Dylana, ale wpływ twórczości Eltona Johna na Lennona spowodował, że postanowił on wydać bardziej przebojowy album.

## Kontekst albumu
Po tym, jak jesienią 1973 roku wydano Mind Games Lennon i jego asystentka - May Pang - przenieśli się z Nowego Jorku do Los Angeles. Nagrali tam, wraz z Philem Spectorem materiał na nowy album, zawierający stare, rockandrollowe przeboje. Po zakończonej pracy Spector zniknął wraz z taśmami, zmuszając tym samym Lennona do ponownego nagrania utworów (wydanych potem jako płyta Rock ’n’ Roll).
Okres pomiędzy nagraniem wcześniej wspomnianego materiału a powrotem do Nowego Jorku i nagraniem Walls and Bridges upłynął Lennonowi na niekończących się pijackich imprezach z dawnymi znajomymi (m.in. Ringo Starrem, Keithem Moonem, czy Harrym Nilssonem).

## Historia powstania i wydanie
W połowie roku 1974 John zaczął przygotowywać materiał na swój nowy album. W lipcu wybrał się do Nowego Jorku, aby nagrać płytę. W tym celu zatrudnił perkusistę Jima Keltnera oraz gitarzystę Jesse Eda Davisa. Warto wspomnieć, że w utworze Ya-Ya na perkusji gra syn Johna z pierwszego małżeństwa, wtedy jedenastoletni, Julian. Ponownie do współpracy producenckiej Lennon nie zaprosił Phila Spectora, tylko sam wyprodukował swój album.
Walls and Bridges, podobnie jak Mind Games, nie było tak wielkim hitem jak pierwsze albumy solowe Lennona, ale osiągnęło spory sukces. Płyta w USA była na pierwszym miejscu list przebojów i otrzymała status złotej, w Wielkiej Brytanii, natomiast, znalazła się na szóstym miejscu.
W listopadzie 2005 roku, album został zremiksowany i zremasterowany. Nowa wersja otrzymała także nową okładkę, oraz zamieszczono na niej dwie bonusowe piosenki (Whatever Gets You Thru The Night nagrane na żywo z Eltonem Johnem, oraz akustyczną wersję Nobody Loves You (When You're Down And Out)) wraz z wywiadem, jaki przeprowadzono z Lennonem.

## Lista utworów
Wszystkie piosenki autorstwa Johna Lennona, poza zaznaczonymi.
| 1.  | „Going Down on Love”                          | 3:54  |
|     |                                               |       |
| 2.  | „Whatever Gets You thru the Night”            | 3:28  |
|     |                                               |       |
| 3.  | „Old Dirt Road” – (John Lennon/Harry Nilsson) | 4:11  |
|     |                                               |       |
| 4.  | „What You Got”                                | 3:09  |
|     |                                               |       |
| 5.  | „Bless You”                                   | 4:38  |
|     |                                               |       |
| 6.  | „Scared”                                      | 4:36  |
|     |                                               |       |
| 7.  | „#9 Dream”                                    | 4:47  |
|     |                                               |       |
| 8.  | „Surprise, Surprise (Sweet Bird of Paradox)”  | 2:55  |
|     |                                               |       |
| 9.  | „Steel and Glass”                             | 4:37  |
|     |                                               |       |
| 10. | „Beef Jerky”                                  | 3:26  |
|     |                                               |       |
| 11. | „Nobody Loves You (When You're Down and Out)” | 5:08  |
|     |                                               |       |
| 12. | „Ya Ya” (Dorsey/Lewis/Robinson)               | 1:06  |
|     |                                               |       |
|     |                                               | 45:55 |
|     |                                               |       |